# Eric Blom
Eric Walter Blom, CBE (Berna, 20 agosto 1888 – Londra, 11 aprile 1959), è stato un lessicografo, musicologo, critico musicale, biografo musicale e traduttore svizzero naturalizzato britannico. È noto soprattutto come curatore della quinta edizione del Grove's Dictionary of Music and Musicians (1954).

## Biografia
Blom nacque a Berna, in Svizzera. Suo padre era di origine danese e britannica e sua madre era svizzera. Studiò nella Svizzera di lingua tedesca, e successivamente in Inghilterra. Fu in gran parte autodidatta in musica. Iniziò nel giornalismo musicale assistendo Rosa Newmarch nella stesura delle note di programma per i Concerti Proms di Sir Henry J. Wood, che erano famose per la loro abbondanza di informazioni accurate. Dal 1923 al 1931 fu corrispondente musicale di Londra per il Manchester Guardian. Successivamente andò al Birmingham Post (1931-1946) e tornò a Londra nel 1949, come critico musicale per The Observer. Si ritirò come critico musicale principale dell'Observer nel 1953, ma scrisse ancora contributi settimanali fino alla sua morte.
Fu direttore di Music & Letters dal 1937 al 1950, e di nuovo dal 1954 fino alla sua morte. Si ritirò nel 1950 a causa della sua preoccupazione per la preparazione del Grove's Dictionary. Ritornò nel 1954 solo perché morì il proprietario e allora direttore, Richard Capell. Nella sua veste di consulente musicale della casa editrice Dent, curò anche la serie Master Musicians, di cui scrisse "Mozart". Scoprì una serie di giovani autori e diede loro le prime opportunità di scrivere biografie musicali.
Il primo lavoro lessicografico di Eric Blom fu il Everyman's Dictionary of Music (1947), che passò attraverso diverse edizioni: fu revisionato nel 1988 da D. Cummings come The New Everyman Dictionary of Music.
Succedette a H. C. Colles come redattore del Grove's Dictionary per la 5ª edizione (di solito indicato come "Grove V"). Colles aveva limitato il dizionario a cinque e sei volumi rispettivamente per il Grove III e IV (1927, 1940). Blom lo espanse a nove volumi per il Grove V (1954). Oltre alle sue responsabilità generali di curatore, Blom scrisse personalmente centinaia di voci, tra cui Arthur Sullivan. Ha anche tradotto molte voci di collaboratori stranieri (parlava correntemente tedesco, danese, italiano, francese e inglese). Un volume supplementare fu pubblicato nel 1961, dopo la morte di Blom, ma lui aveva fatto la maggior parte del lavoro su di esso. Furono inclusi la sua introduzione e riconoscimenti ed è accreditato come curatore, con Denis Stevens come curatore associato. La sua biografia, scritta da Frank Howes (il critico musicale principale di The Times), è apparsa nel Volume Supplementare. Grove V è stata ristampata nel 1966, 1968, 1970, 1973 e 1975 ed è rimasta l'edizione standard di Grove fino a quando il New Grove fu pubblicato nel 1980.
Blom era schietto nelle sue opinioni. Poteva essere quasi entusiasta dei suoi preferiti, in particolare Mozart e soprattutto delle sue opere. Ha scritto che Peter Grimes di Benjamin Britten era "così impressionante e originale che solo il pregiudizio più assurdo lo terrà fuori dai grandi teatri d'opera stranieri". Allo stesso modo non rinunciò a criticare i compositori di cui pensava male e presentò alcuni dei suoi pregiudizi. Era capace di commenti penetranti in modo univoco su opere ben note per le quali deteneva un'opinione di minoranza; ad esempio, che la parte solista del Concerto per violino di Sibelius "è strettamente intrecciata con il tessuto sinfonico ed è quindi trascurata dal virtuoso medio", anche se in realtà è una delle parti più popolari e frequentemente suonate e registrate di tutti i concerti per violino. Ancor più notoriamente scrisse che Rachmaninov "non aveva l'individualità di Taneev o Metner. Tecnicamente era molto dotato, ma anche fortemente limitato. La sua musica è ... monotona nella trama... L'enorme successo popolare che ebbero alcuni dei lavori di Rakhmaninov nel corso della sua vita non è probabile che duri e i musicisti non li hanno mai considerati con molto favore". A questo, Harold C. Schonberg, critico di New York non immune al suo stesso snobismo, nelle sue Vite dei grandi compositori, rispose con altrettanto schietta scorrettezza: "È una delle affermazioni più scandalosamente snob e persino stupide mai trovate in un'opera che dovrebbe essere un riferimento oggettivo".
Blom tradusse molti documenti per Mozart: A Documentary Biography di Otto Erich Deutsch (pubblicato nel 1965).
Assistette Gervase Hughes nella stesura del suo libro The Music of Arthur Sullivan. Nel 1956, per il bicentenario di Mozart, pubblicò alcune delle lettere di Mozart tradotte da Emily Anderson.
Morì l'11 aprile 1959 ed è sepolto al Golders Green Crematorium. Aveva richiesto che al suo funerale l'organista interpretasse l'ultimo preludio corale di J.S. Bach Vor Deinen Thron tret 'ich zu Dir (Passo davanti al tuo trono, o Signore). Sfortunatamente, la "Corale di Bach" fu fraintesa e invece fu suonata la ridicola "incongrua" Barcarolle da The Tales of Hoffmann di Offenbach.

## Altri scritti
Tra gli altri suoi libri figurano:
- Stepchildren of Music (1923)
- The Romance of the Piano (1927)
- A General Index to Modern Musical Literature in the English Language (1927; questo indicizza periodici per gli anni 1915–26)
- The Limitations of Music (1928)
- Mozart (1935; parte delle serie dei Master Musicians)
- Beethoven's Pianoforte Sonatas Discussed (1938)
- A Musical Postbag (1941; raccolta di saggi)
- Music in England (1942; rev. 1947)
- Some Great Composers (1944)
- Classics, Major and Minor, with Some Other Musical Ruminations (Londra, 1958)
- Translated Richard Specht's Johannes Brahms: Leben und Werk eines deutschen Meisters[2][7]
- Translated Weissman's Music Come to Earth[2]
- Translated the libretto of Mozart's Die Entführung aus dem Serail,[2] which he rendered as The Elopement from the Harem
- Tchaikovsky Orchestral Works[7]
- Piano Music of Beethoven[8]
- The Trouble Factory[8]
- The Music Lover's Miscellany[8]
- Schubert[8]
- Strauss: The Rose Cavalier[8]
- Diccionario de la Musica[8]
- Bach (The Mayfair Biographies)[9]
- "Delius and America", in The Musical Quarterly[10]
- Blom ha contribuito con l'articolo su Arthur Sullivan nell'International Cyclopaedia of Music and Musicians (New York, 1939)[1]
- Ha rivisto ''The Growth of Music: a Study in Musical History'' ("La crescita della musica: uno studio nella storia della musica") di H. C. Colles (1959)[11]